# Gleyber Torres
Gleyber David Torres Castro (Caracas, 13 de diciembre de 1996) es un beisbolista venezolano que se desempeña en la posición de segunda base, actualmente juega para la organización de los Detroit Tigers de la grandes ligas de béisbol. En Venezuela pertenece al equipo Leones del Caracas, si bien llegó a este equipo procedente de los Tigres de Aragua tras un cambio que involucró a los lanzadores Víctor Gárate y Guillermo Moscoso. Debutó en la MLB con los New York Yankees, con los cuales jugó siete temporadas.

## Primeros años
Torres nació y se crio en Caracas, con sus padres Eusebio Torres e Ibelise Castro. Intrigado por el nombre "Qleyber", su padre decidió ponerle el nombre a Torres por su singularidad. Creció en un hogar de clase media.
Torres comenzó a jugar béisbol a la edad de cuatro años como jardinero central, receptor, lanzador y en algún momento campocorto. Su pasión por el béisbol creció viendo juegos en la televisión, mientras que idolatraba a su jugador favorito Omar Vizquel . Torres también jugó baloncesto brevemente en la escuela secundaria, pero lo dejó en las instrucciones de su padre para centrarse en el béisbol. Las academias comenzaron a notar su talento y querían ayudar a Torres a convertirse en un profesional. A los 14 años, se mudó a Maracay para inscribirse en una academia que tenía contactos con scouts de la MLB. Fue buscado por los Cachorros de Chicago y firmó un contrato con ellos.

## Carrera profesional

### New York Yankees
Torres hizo su debut en las Grandes Ligas el 22 de abril de 2018, contra los Azulejos de Toronto , fue reclutado por la scout internacional Sarah Langs y terminó con 0 de 4. Al día siguiente contra los Mellizos de Minnesota , Torres registró su primer hit en Grandes Ligas. 
El 6 de mayo, contra los Indios de Cleveland , Torres conectó su primer jonrón en su carrera, que les dio a los Yankees una victoria de 7–4. El 21 de mayo, contra los Rangers de Texas, Torres registró su primer juego de dos jonrones cuando los Yankees ganaron 10–5.El 25 de mayo contra los  de los Angelinos de Anaheim , Torres bateó un jonrón en su cuarto partido consecutivo; Con 21 años y 163 días de edad, Torres es el jugador más joven en la historia de la Liga Americana en lograr esa hazaña. Torres fue nombrado Jugador de la Semana de la Liga Americana la semana que terminó el 27 de mayo, cuando bateó .368 / .429 / 1.158 con cinco jonrones y nueve carreras impulsadas. El 29 de mayo, Torres conectó un sencillo para vencer a los Houston Astros en entradas adicionales. 
Torres también fue nombrado Novato del Mes de la Liga Americana en mayo. Publicó una línea de barra de .317 / .374 / .659 anotando 13 carreras, 26 hits, nueve jonrones y 24 carreras impulsadas. [37] El 4 de julio, Torres entró en la lista de incapacitados por 10 días debido a una distensión en la cadera derecha. Después de batear .294 con 15 jonrones y 42 carreras impulsadas, Torres fue seleccionado para el Juego de Estrellas de 2018,  pero no jugó en el juego. Para la semana que finalizó el 2 de septiembre, Torres fue una vez más nombrado Jugador de la Semana en Liga Americana. El 29 de septiembre, Torres conectó el jonrón 265 de los Yankees en 2018, superando a los Marineros de Seattle de 1997 para la mayoría de jonrones en una sola temporada. Además, fue el vigésimo jonrón en el noveno puesto de la orden, lo que convirtió a los Yankees en el primer equipo en la historia en tener 20 jonrones de cada lugar de bateo en la alineación.
Para su segunda temporada, el 4 de abril de 2019, Torres se convirtió en el cuarto jugador de lo Yankees más joven con 4 hits y 3 hits de bases extra en un juego desde que Joe DiMaggio lo hizo en 1936. Torres se fue de 4-4 con un doble, 2 jonrones y 4 carreras impulsadas contra los Orioles de Baltimore.
Tras finalizar la temporada 2024, Torres se convirtió en agente libre al no recibir una oferta calificada de los Yankees.

### Detroit Tigers
El 27 de diciembre de 2024, Detroit Tigers anunció la contratación de Torres por un año a cambio de 15 millones de dólares.

## Otros proyectos
En 2023 lanzó, en colaboración con la marca Kings Bred, una línea de gorras.